# Palazzo Laffranchi
Palazzo Laffranchi è uno storico edificio di Carpenedolo, in provincia di Brescia.

## Storia
Il palazzo fu di proprietà di Diodato Laffranchi (?-1635), che per lascito testamentario, divenne nel 1645 ricovero per poveri infermi e orfani. L'ospedale subì una ristrutturazione a metà del XIX secolo e intorno al 1950 terminò la sua funzione di luogo di cura, riconvertito in casa di riposo per anziani.
L'ultimo restauro venne effettuato tra il 1995 e il 1999, quando divenne a disposizione del Comune per la comunità di Carpenedolo.
Ospita anche il Museo Ugo Adriano Graziotti, artista nativo del luogo.